# Автошлях E125
Європейський маршрут E125 — автомобільний європейський автомобільний маршрут категорії А, що проходить через РФ, Казахстан і Киргизстан і сполучає міста Ішим, Астану та Бішкек.

## Маршрут
- Росія
  - E30 Ішим
- Казахстан
  - E38 Петропавловськ
  - E016 Астана
  - E018 Караганда
  - E40 Алмати
- Киргизстан
  - Бішкек